# Take Me to Your Leader (album)
Pour les articles homonymes, voir Take Me to Your Leader.
Albums de Hawkwind
Spaced Out in London
(2004) Take Me to Your Future
(2006)
Take Me to Your Leader est le vingt-troisième album studio du groupe de space rock britannique Hawkwind. Il est sorti en 2005 sur le label Hawkwind Records, une filiale de la maison de disques Voiceprint Records (en).

## Fiche technique

### Chansons
| No  | Titre                  | Auteur                                     | Durée |
| --- | ---------------------- | ------------------------------------------ | ----- |
| 1.  | Spirit of the Age      | Dave Brock, Robert Calvert                 | 6:43  |
| 2.  | Out Here We Are        | Alan Davey                                 | 5:56  |
| 3.  | Greenback Massacre     | Alan Davey                                 | 4:14  |
| 4.  | To Love a Machine      | Dave Brock                                 | 6:00  |
| 5.  | Take Me to Your Leader | Dave Brock, Richard Chadwick, Alan Davey   | 5:50  |
| 6.  | Digital Nation         | Richard Chadwick                           | 5:25  |
| 7.  | Sunray                 | Arthur Brown                               | 3:55  |
| 8.  | Sighs                  | Dave Brock, Alan Davey                     | 1:22  |
| 9.  | Angela Android         | Dave Brock, Richard Chadwick               | 5:08  |
| 10. | A Letter to Robert     | Dave Brock, Arthur Brown, Richard Chadwick | 6:08  |

| 1. | Interview with Dave Brock       |  |
| 2. | Interview with Alan Davey       |  |
| 3. | Interview with Richard Chadwick |  |
| 4. | Spirit of the Age (Promo)       |  |
| 5. | Silver Machine (Live)           |  |
| 6. | The Right to Decide (Live)      |  |
| 7. | Spirit of the Age (Live)        |  |
| 8. | Psychedelic Warlords (Live)     |  |

### Musiciens

#### Hawkwind
- Dave Brock : guitare, claviers, chant
- Alan Davey : basse, chant, claviers
- Richard Chadwick : batterie, percussions, programmation

#### Musiciens supplémentaires
- James Clemas : orgue sur Spirit of the Age et Sunray
- Matthew Wright (en) : chant sur Spirit of the Age
- Jez Huggett : saxophone sur Out Here We Are et Digital Nation
- Jason Stuart : claviers sur Greenback Massacre et To Love a Machine
- Simon House : violon et claviers sur Sunray et Angela Android
- Arthur Brown : chant sur Sunray et A Letter to Robert
- Lene Lovich : chant sur Angela Android
- Lemmy : chant et basse sur Silver Machine (Live)
- Phil Caivano : guitare sur Silver Machine (Live)